# Devitxi Gorki
Devitxi Gorki (en rus: Девичьи Горки) és un poble de l'óblast de Saràtov, a Rússia, segons el cens del 2010 tenia 192 habitants. Pertany al districte municipal de Volsk.